# زمین‌لرزه پرو
زمین‌لرزه پرو ممکن است به یکی از موارد زیر اشاره داشته باشد:
- زمین‌لرزه ۱۹۶۹ پرو
- زمین‌لرزه ۱۹۴۷ پرو
- زمین‌لرزه دسامبر ۱۹۷۰ پرو
- زمین‌لرزه ۱۹۴۶ پرو
- زمین‌لرزه ۱۱ مه ۱۹۴۸ پرو
- زمین‌لرزه ۱۹۸۳ پرو
- زمین‌لرزه ۱۹۵۳ پرو
- زمین‌لرزه ۱۳ ژانویه ۱۹۶۰ پرو
- زمین‌لرزه ۱۹۵۸ پرو
- زمین‌لرزه ۱۵ ژانویه ۱۹۶۰ پرو
- زمین‌لرزه ۱۹۷۹ پرو
- زمین‌لرزه ۱۹۶۶ پرو
- زمین‌لرزه ۱۹۶۸ پرو
- زمین‌لرزه ۲ اکتبر ۱۹۷۴ پرو
- زمین‌لرزه ۱۹۸۷ پرو
- زمین‌لرزه نوامبر ۱۹۶۰ پرو
- زمین‌لرزه ۲۰۰۷ پرو
- زمین‌لرزه ۱۹۵۰ پرو
- زمین‌لرزه ژوئیه ۱۹۹۱ پرو
- زمین‌لرزه ۱۹۴۲ پرو
- زمین‌لرزه ۱۹۴۰ پرو
- زمین‌لرزه ۲۸ مه ۱۹۴۸ پرو
- زمین‌لرزه ۳ اکتبر ۱۹۷۴ پرو
- زمین‌لرزه ۱۹۹۰ پرو
- زمین‌لرزه مه ۱۹۷۰ پرو
- زمین‌لرزه نوامبر ۱۹۱۳ پرو
- زمین‌لرزه ۱۹۸۶ پرو
- زمین‌لرزه آوریل ۱۹۹۱ پرو
- زمین‌لرزه ژانویه ۱۹۷۴ پرو
- زمین‌لرزه اوت ۱۹۱۳ پرو